# Domitille Barancira
Domitille Barancira est une juge burundaise présidente de la Cour constitutionnelle de 1998 à 2006 et ancienne ambassadrice du Burundi en Allemagne.

## Biographie
Formée en droit à l'Université du Burundi, Domitille travaille en tant que juge entre 1983 et 1996 au Burundi où elle préside la Cour d'appel de Bujumbura pendant deux ans. Elle est vice-présidente de la Cour suprême de 1992 à 1996. Elle est nommée présidente de la Cour constitutionnelle en 1998, par le président Pierre Buyoya,, poste qu'elle occupe pendant huit ans. Elle dirige aussi  la Commission de réforme et de modernisation de la justice burundaise. En 2006, elle candidate à la Cour africaine des droits de l'homme et des peuples.
En 1997, elle parle à l'Agence France-Presse de l'insuccès de l'appel fait par les 17 personnes condamnées à mort à la suite de violences ethniques après l'assassinat du président Melchior Ndadaye en 1993. Elle précise que personne n'a été exécuté depuis les cas de cannibalisme survenus 15 ans auparavant.
En appel, elle confirme la condamnation à mort de Pierre Nkurunziza en 1998 avant de lui faire prêter serment en tant que président[Quoi ?] en 2005 en tant que présidente de la Cour constitutionnelle[réf. nécessaire].
Dans les années 2000, elle devient l'une des principales militantes des droits des femmes au Burundi aux côtés de Catherine Mabobori, Vestine Mbundagu, Marie-Christine Ntagwirumugara et Sabine Sabimbona.
En 2007, elle devient ambassadrice du Burundi auprès de l'Allemagne et prend sa retraite en 2010.